# Wolfgang Trapp (Ingenieur)
Wolfgang Trapp (geboren am 14. Oktober 1918 in Braunschweig; gestorben 2003) war ein deutscher Metrologe, Ingenieur, Fernmelde- und Hochfrequenztechniker und Autor.

## Leben
Wolfgang Trapp promovierte 1954 an der Technischen Hochschule in Braunschweig zum Dr.-Ing. Als Leiter (1954–1964) des Laboratoriums für Neigungswaagen an der Physikalisch-Technischen Bundesanstalt in Braunschweig war er maßgeblich an der Neufassung von Mess- und Eichgesetzen und der Harmonisierung der Eichvorschriften im Rahmen der Europäischen Gemeinschaft mit. 1964 wird Trapp, als Nachfolger von Kurt Matthaes Leiter der Eichverwaltung von Schleswig-Holstein in Kiel. Sein Nachfolger als Leiter der Kieler Eichdirektion wird Sigurd Reinhard ernannt. Von 1967 bis 1983 war Trapp Direktor des Bayerischen Landesamtes für Maß und Gewicht in München. Außerdem war er Berater der Kommission für Warenverpackung (DIN-Ausschuss). Seine im Reclam-Verlag veröffentlichten Handbücher wurden zu Standardwerken.

## Ehrungen
- 1983: Bundesverdienstkreuz am Bande

## Werke
- Das dielektrische Verhalten von Holz und Zellulose im großen Frequenz- und Temperaturbereich. Braunschweig 1954. (Braunschweig TeH., Diss. vom 3. Juni 1954)
- Arthur Strecker, Albrecht Fincke, Wolfgang Trapp: Kommentar zur Fertigpackungsverordnung. Behr, Hamburg 1972.
- Die Entwicklung des Eichwesens in Deutschland vom Anfang des 19. Jahrhunderts bis zur Gegenwart: Vortrag, gehalten auf dem Zweiten Internationalen Kongreß für Historische Metrologie in Edinburgh am 16. August 1977. 1977.
- Wolfgang Trapp, Dieter Baumgarten: Dichtebestimmung bei flüssigen, pastösen und pulverigen Erzeugnissen. Behr, Hamburg 1981. ISBN 978-3-922528-25-8
- Kurze Geschichte des gesetzlichen Messwesens. Physikalisch-Technische Bundesanstalt / Abteilung Allgemeine Technisch-Wissenschaftliche Dienste,  Braunschweig 1983.
- Von den Anfängen der Massebestimmung zur elektro-mechanischen Waage. In: Manfred Kochsiek (Hrsg.): Handbuch des Wägens. 2. bearb. und erw. Aufl., Vieweg+Teubner Verlag, Braunschweig, Wiesbaden 1989.
- Gesetzliche Grundlagen des Meßwesens. In: Paul Profos (Hrsg.): Handbuch der industriellen Meßtechnik. 5. Auf.  Oldenbourg, München 1991.
- Organisation des gesetzlichen Meßwesens vom 18. Jahrhundert bis zur Gegenwart. In: Acta Metrologiae Historicae III, Linz 1991, S. 40≈48..
- Kleines Handbuch der Maße, Zahlen, Gewichte und der Zeitrechnung. Mit Tabellen und Abbildungen. Philipp Reclam jun., Stuttgart 1992. (=Reclams Universal-Bibliothek Nr. 8737) ISBN 3-15-008737-6. (4., durchges. und erw. Aufl. 2001) Inhaltsverzeichnis
  - Wolfgang Trapp, Heinz Wallerus: Kleines Handbuch der Maße, Zahlen, Gewichte und der Zeitrechnung. Mit 99 Tabellen.  5., durchgesehene und erw. Aufl. Philipp Reclam jun., Stuttgart 2006. (=Reclams Universal-Bibliothek Nr. 19213) ISBN 978-3-15-010587-0.
- Geschichte des gesetzlichen Meßwesens und ausführliches Literaturverzeichnis zur historischen Metrologie. Wirtschaftsverl. NW, Verl. für neue Wissenschaft, Bremerhaven 1994. (=Bericht. TWD / Physikalisch-Technische Bundesanstalt. - Braunschweig 43)
- Kleines Handbuch der Münzkunde und des Geldwesens in Deutschland. Mit 60 Tabellen und 31 Abbildungen. Philipp Reclam jun., Stuttgart 1999. (=Reclams Universal-Bibliothek Nr. 18026). ISBN 3-15-018026-0 Inhaltsverzeichnis
  - Wolfgang Trapp, Torsten Fried: Handbuch der Münzkunde und des Geldwesens in Deutschland mit 59 Tabellen. 2., aktualisierte Aufl. Philipp Reclam jun., Stuttgart 2006. (=Reclams Universal-Bibliothek 19213) ISBN 978-3-15-010617-4